# Amenemope
Amenemope (... – 984 a.C.) è stato un faraone della XXI dinastia egizia.

## Biografia
(Detto di Amenemope)
Era probabilmente figlio del predecessore Psusennes I e della regina Mutnodjemet.

Proprio come fece il padre, si attribuì la carica di Primo Profeta di Amon a Tani. Questa pratica, chiaramente atta a ribadire la supremazia del faraone su di Tebe, è da ritenersi esclusiva di questi due sovrani.
L'attività edilizia di Amenemope è stata riscontrata a Giza, dove contribuì alla realizzazione di un piccolo tempio di Iside iniziato dal padre, e a Menfi, sito di provenienza di un blocco coi suoi cartigli.

Sesto Africano riporta, citando Manetone, il suo nome come Amenōphithis e gli attribuisce 9 anni di regno. Oggi questa durata è considerata attendibile, sebbene su di una benda di lino per mummie oggi perduta il suo nome sia associato all'improponibile durata di 49 anni, che è più plausibile attribuire al Primo Profeta di Amon Menkheperra, morto ai tempi dell'incoronazione di Amenemope.

La sua tomba, modesta forse perché destinata ad altri, si trova nella necropoli di Tani (NRT IV).

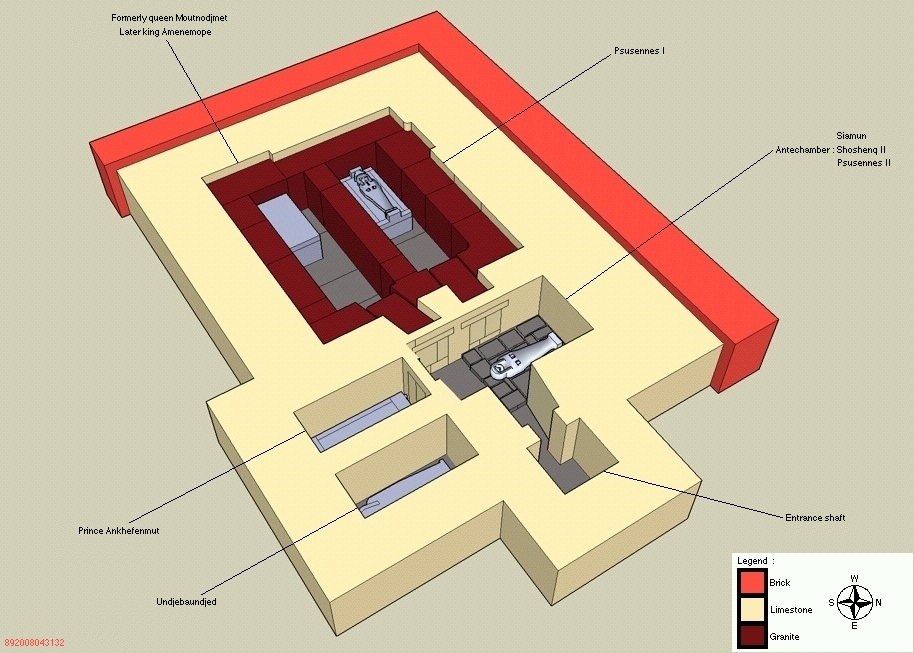
Tomba di Psusennes I. Il corpo di Amenemope venne ritrovato nella camera che fu della regina Mutnedjemet.

Siamo all'oscuro degli eventuali rapporti di parentela tra Amenemope e i suoi due diretti successori, Osorkon il Vecchio e Siamon. Il primo dei due era quasi certamente figlio non suo ma di Sheshonq il Vecchio (un antenato della successiva XXII dinastia), mentre sappiamo che Siamon trasferì la mummia ed il corredo funerario di Amenemope dalla tomba originale a quella vicina di Psusennes I (NRT III), nella camera funeraria che fu della regina Mutnedjemet.

La tomba NRT III venne riportata alla luce intatta nel 1940 da Pierre Montet, che ritrovò quindi anche la mummia di Amenemope ed il suo corredo funerario: la maschera funeraria dorata, ushabti e vari gioielli.

I suoi resti, secondo le analisi anatomiche, sono quelli di un uomo di età avanzata, claudicante e morto a causa di una meningite.

## Titolatura
| G5 |

| G5 |

|       |
| \| \| |
|       |
|       |

|  |

|       |
| \| \| |
|       |
|       |

|  |

| G16 |

| G16 |

|  |

| G8 |

| G8 |

|  |

| M23 · X1 | L2 · X1 |

| M23 · X1 | L2 · X1 |

| N5 | wsr | H6 | i | mn · n · N36 | U21 · n |

| N5 | wsr | H6 | i | mn · n · N36 | U21 · n |

| N5 | wsr | H6 | i | mn · n · N36 | U21 · n |

| N5 | wsr | H6 | i | mn · n · N36 | U21 · n |

| N5 | wsr | H6 | i | mn · n · N36 | U21 · n |

| N5 | wsr | H6 | i | mn · n · N36 | U21 · n |

| N5 | wsr | H6 | i | mn · n · N36 | U21 · n |

| N5 | wsr | H6 | i | mn · n · N36 | U21 · n |

| G39 | N5 |

| G39 | N5 |

| i | mn · n · U7 | i | mn · n | Aa15 · O45 |

| i | mn · n · U7 | i | mn · n | Aa15 · O45 |

| i | mn · n · U7 | i | mn · n | Aa15 · O45 |

| i | mn · n · U7 | i | mn · n | Aa15 · O45 |

| i | mn · n · U7 | i | mn · n | Aa15 · O45 |

| i | mn · n · U7 | i | mn · n | Aa15 · O45 |

| i | mn · n · U7 | i | mn · n | Aa15 · O45 |

| i | mn · n · U7 | i | mn · n | Aa15 · O45 |